# Numeri (governador)
Numeri (en llatí Numerius) va ser un governador romà de la província Narbonense.
L'any 358 va ser acusat de peculatus i l'emperador Julià l'Apòstata va ordenar que el judici es fes en presència seva. Presentada l'acusació per l'advocat Delfidi, no es van presentar cap prova i després Numeri ho va negar tot. Delfidi va clamar a l'emperador "Quin culpable passaria a innocent només pel fet de negar el seu crim?" i l'emperador va replicar "Quin innocent passaria a culpable només pel fet de ser acusat?". Numeri va ser absolt.